# Georg Detlev von Flemming
Georg Detlev von Flemming (polonais: Jerzy Detloff Fleming) (3 mars 1699 – 10 décembre 1771) est un aristocrate, grand trésorier de Lituanie de 1746 à 1764, voïvode de Poméranie orientale en 1766 et général dans l'armée polonaise.

## Biographie

### Famille
Issu de la famille noble von Flemming, Georg est né à Iven, une ville de Poméranie suédoise, qui fait alors partie du Saint-Empire romain germanique dans une famille de magnats avec une longue tradition de service militaire. Son père est le comte Félix von Friedrich von Flemming (1661-1739), conseiller privé au service de la Prusse. 
Il est marié à la princesse Antonina Czartoryska, fille du prince Michał Fryderyk Czartoryski. Il est le père de la princesse Izabela Flemming dont le prince Adam Zygmunt Sapieha, grand-père de Mathilde, Reine des Belges, est le descendant.

### Carrière
Il commence sa carrière militaire au service du roi de Pologne, grand-duc de Lituanie et prince électeur de Saxe Auguste II le Fort.  Tout comme son frère, Carl Georg Friedrich von Flemming, plus tard général lui-même et époux d'une comtesse Lubomirska. Depuis 1724, il commande un régiment basé à Varsovie. Il est un allié politique de la famille Czartoryski à la cour royale, il se marie deux fois, avec les deux filles du chancelier Michał Fryderyk Czartoryski (la deuxième femme Antonina Czartoryska). Sa fille, Izabela Flemming, épouse un autre homme d'état Adam Kazimierz Czartoryski.
Son alliance avec les Czartoryski accélère sa carrière. En 1738, il est promu au grade de général dans l'artillerie et le 3 août 1744, il reçoit l'Ordre de l'Aigle blanc. En 1762, il soutient les Czartoryski dans leur lutte contre le premier ministre Heinrich von Brühl. Il s'oppose également activement à l'influence d'une autre famille de magnats, les Radziwiłłs. Il est décédé le 10 décembre 1771 à Varsovie, en Pologne, et est enterré dans l'Église Sainte-Croix à Varsovie.